# Chiesa dei Santi Fabiano e Sebastiano (Pergine Valsugana)
La chiesa dei Santi Fabiano e Sebastiano è la parrocchiale di Viarago, frazione di Pergine Valsugana. Risale al XV secolo.

## Storia
La prima citazione documentale della chiesa di Viarago è del 1489 mentre la sua torre campanaria trova riscontri in un altro documento datato 1502. Entrambi i documenti sono conservati nell'archivio del comune di Pergine.
Nel XVII secolo l'edificio fu oggetto, in vari periodi, di diversi lavori, ed alla fine del secolo si pose mano alla sua ricostruzione per la quale furono necessari oltre trent'anni.
Ebbe dignità curiaziale nel 1737 e nello stesso anno ebbe le concessioni sia del fonte battesimale sia della custodia eucaristica.
Andrea Benedetto Ganassoni, arcivescovo ad personam di Feltre, consacrò la chiesa nel 1782.
Nel primo dopoguerra del XX secolo iniziò la decorazione della sua volta presbiteriale che venne ultimata solo nel 1950. Intanto, nel 1943, venne elevata a dignità parrocchiale.
A partire dalla seconda metà del secolo fu interessata da vari interventi restaurativi e migliorativi. Tra 1950 e 1959 vennero posizionate le grandi vetrate, poi fu sostituita la pavimentazione della sala, venne riposizionato il fonte battesimale e fu realizzato l'adeguamento liturgico.
Un ultimo e recente ciclo di restauri è iniziato nel 2002 e si è concluso nel 2010.